# My Iron Lung
"My Iron Lung" es un EP lanzado en 1994 por la banda inglesa Radiohead. Contenía la canción del mismo nombre (la cual sería incluida en el disco The Bends), varios lados B de Pablo Honey y una versión acústica de "Creep", primer sencillo de Radiohead.

## Lista de canciones
1. "My Iron Lung" - [4:36]
2. "The Trickster" - [4:40]
3. "Lewis (Mistreated)" - [3:19]
4. "Punchdrunk Lovesick Singalong" - [4:40]
5. "Permanent Daylight" - [2:48]
6. "Lozenge of Love" - [2:16]
7. "You Never Wash Up After Yourself" - [1:44]
8. "Creep (Acoustic)" - [4:19]

## Controversia
Este EP contenía la canción "My Iron Lung", la cual, al presentarse como sencillo, fue comercializada por la tienda en línea iTunes. Radiohead demandó a la tienda y retiraron la melodía de la página. Sin embargo, fue colocada nuevamente en 2008; no se sabe si por decisión del grupo o de EMI.

## Sencillos
- (1994) "My Iron Lung" (video en vivo)

- Datos: Q976184